# Elevaktivt arbetssätt
Elevaktivt arbetssätt har sin grund i konstruktivistisk teori om lärande. Kännetecknande för detta undervisningsmönster är att det tar sin utgångspunkt i elevernas föreställningar om, och förståelse av, verkligheten eller någon aspekt av den och inte i ämnets inre logiska struktur, vilket ofta är vanligt inom ramen för mera traditionell undervisning.  
Utifrån ett konstruktivistiskt perspektiv initieras lärande när individens (elevens) samlade kunskap inte räcker till för att förklara eller hantera nya erfarenheter och fenomen som hon gör eller ställs inför. 
Som lärare i en skola vars undervisning bygger på denna teori behöver man ofta lämna skolans ämnesindelning och arbeta ämnesöverskridande med teman eller i projekt. Skälet till detta är att elevernas föreställningsvärld sällan är organiserad på ett sätt som speglar skolans traditionella ämnen.  
För att vara en god pedagog krävs, utifrån detta synsätt, god kännedom om elevernas föreställningsvärld (deras vardagstänkande) samt förmåga att utmana elevernas föreställningar och därigenom bidra till att de bygger upp mera ändamålsenliga föreställningar. Om eleverna inte har eller formulerar några frågor och problem, vilka kan tas som utgångspunkt i lärprocessen, är det lärarens uppgift att "skapa problem" som av eleverna upplevs viktiga att lösa. Både eleven och läraren deltar sedan aktivt, och är medskapande, i lärprocessen. 
Elevaktiva arbetssätt förväxlas ibland med ett annat undervisningsmönster, vilket till de yttre formerna har vissa likheter med elevaktiva arbetssätt, men som samtidigt uppvisar väsentliga avvikelser från de grundläggande idéer om lärande som utmärker elevaktiva arbetssätt. Kännetecknande för detta undervisningsmönster är att läraren planerar arbetet och formulerar uppgifter som eleverna sedan får arbeta självständigt med, under handledning av läraren. Att eleverna ska "lära sig att lära" är ett vanligt argument för att organisera undervisning på detta sätt. Eftersom utgångspunkten inte är elevernas föreställningsvärld är sådan undervisning inte elevaktiv i konstruktivistisk bemärkelse. Lärarna bidrar heller inte aktivt med sina erfarenheter och sin kunskap och/eller hjälper eleverna att bygga upp nya förståelsestrukturer, på det sätt som är utmärkande för elevaktiva arbetssätt, utan konstruerar uppgifter åt eleverna för att sedan ta ett steg tillbaka och låta eleverna lösa dessa på egen hand, om än med visst stöd och hjälp. Möjligen har detta undervisningsmönster utvecklats till följd av att lärare ibland har tolkat elevaktiva arbetssätt som "frånvaro av traditionell förmedlingspedagogik", alternativt tagit fasta på den innebörd som själva benämningen "elevaktiva arbetssätt" erbjuder (arbetssätt som kännetecknas av att eleverna är aktiva) utan att sätta sig djupare in i de teorier som ligger till grund för det. 

## Forskningspedagogik
Begreppet forskningspedagogik bygger på idén om att eleven, i likhet med forskaren, formulerar en fråga eller ett problem som hon sedan fördjupar sin förståelse av för att kunna besvara eller lösa. 
Att på egen hand eller tillsammans med andra samla in ett underlag för lärandet utgör en väsentlig, men knappast tillräcklig del i lärprocessen. För att arbetet ska bidra till djupa och varaktiga kunskaper hos eleverna krävs också att de får hjälp att bearbeta och dra slutsatser utifrån det insamlade materialet.   
Kännetecknande för de arbetssätt som förknippas med denna pedagogik är att såväl läraren som eleverna är aktiva medskapare i kunskapsbildningen. Eleverna uppmuntras och utmanas att ställa frågor som ligger till grund för lärprocessen. 